# Comté de Saint-Joseph (Michigan)
Pour les articles homonymes, voir Comté de Saint Joseph.
Le comté de Saint-Joseph (St. Joseph County en anglais) est au sud-ouest de la péninsule inférieure de l'État du Michigan, sur la frontière de l'État d'Indiana. Son siège est à Centreville. Selon le recensement de 2000, sa population est de 62 422 habitants.

## Géographie
Le comté a une superficie de 1 350 km2, dont 1 305 km2 sont de terre.

### Comtés adjacents
- Comté de Kalamazoo (nord)
- Comté de Branch (est)
- Comté de Cass (ouest)
- Comté de Lagrange, Indiana (sud)
- Comté d'Elkhart, Indiana (sud-ouest)

## Démographie
| Groupe            | Comté de Saint-Joseph | Michigan | États-Unis |
| ----------------- | --------------------- | -------- | ---------- |
| Blancs            | 90,6                  | 79,0     | 72,4       |
| Autres            | 3,5                   | 1,5      | 6,4        |
| Afro-Américains   | 2,6                   | 14,2     | 12,6       |
| Métis             | 2,2                   | 2,3      | 2,9        |
| Asiatiques        | 0,7                   | 2,4      | 4,8        |
| Amérindiens       | 0,5                   | 0,6      | 0,9        |
| Total             | 100                   | 100      | 100        |
|                   |                       |          |            |
| Latino-Américains | 6,6                   | 4,4      | 16,7       |

Selon l'American Community Survey pour la période 2010-2014, 90,94 % de la population âgée de plus de 5 ans déclare parler l'anglais à la maison, 5,75 % déclare parler l'espagnol, 1,50 % l'allemand de Pennsylvanie, 0,94 % l'allemand et 0,87 % une autre langue.